# Čirůvka zelánka
Čirůvka zelánka (Tricholoma equestre (L. ex HOOK.) KUMM.) je fakultativně jedovatá podzimní houba. V důsledku kyselých dešťů došlo k úbytku této houby. Jde o mykorhizní druh.

## Synonyma
- Agaricus auratus Paulet
- Agaricus equestre L.
- Agaricus flavovirens Pers.
- Tricholoma auratum  (Paulet) Gillet
- Tricholoma flavovirens (Pers.) S. Lundell

## Vzhled

### Makroskopický
Klobouk je široký v průměru 4–12 cm, zprvu zvoncovitý, později rozložený, různě zprohýbaný, pevný, dost masitý, za vlhka slizký, často znečištěný, zelenavě žlutý, olivově nazelenalý až nahnědlý.
Lupeny jsou vysoké 5–11 mm, žluté až žlutozelené, středně husté, široce vykrojené.
Třeň je vysoký 3–9 cm a tlustý 1–3 cm, žlutý, válcovitý, dole ztluštělý, pevný, tuhý, plný a vláknitý.
Dužnina je bílá až žlutá, tvrdá, voní a chutná sladce po mouce, někdy i trochu po okurkách.

### Mikroskopický
Výtrusy jsou velké 6–8 × 3,5–5 μm, vejčité, elipsoidní, hladké, bezbarvé. Výtrusný prach je bílý.

## Výskyt
Roste nejhojněji v borových lesích na písčitých půdách od konce září až do začátku prosince, obyčejně ve velkém množství. Často nalézáme čerstvé plodnice ještě pod sněhem. Vzácně i v listnatých lesích pod osikami, habry a buky.

## Možné záměny
- Čirůvka sírožlutá (Tricholoma sulphureum) chutná a páchne odporně, proto je nejedlá. Má celou dužninu sírožlutou, mnohem živěji žlutě zbarvenou než zelánka.
- Čirůvka zlatá (Tricholoma auratum) je jedlá.
- Muchomůrka zelená (Amanita phalloides) je smrtelně jedovatá.

## Toxicita

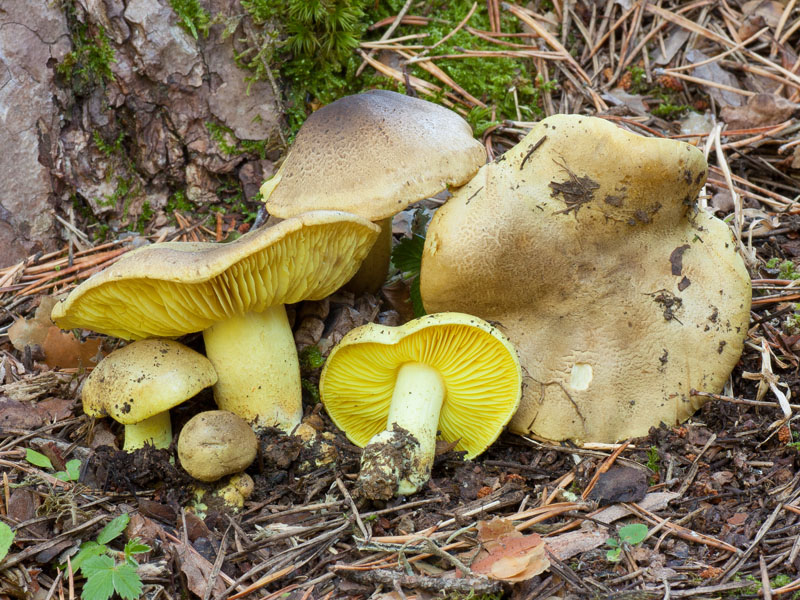
Čirůvka zelánka

Čirůvka zelánka byla sbírána a konzumována jako jedlá houba. Bylo zjištěno, že opakovaná konzumace může vyvolat příznaky těžké rhabdomyolýzy – akutního selhání ledvin z důvodu uvolnění červeného svalového barviva, které ucpe ledvinové kanálky. Selhání může vést i k úmrtí.
Houba dále obsahuje koprin, který ve spojení s alkoholem působí jako antabus.
V Československu byla i tržní houbou.